# Barkway
Barkway est un village et une paroisse civile du Hertfordshire, en Angleterre. Il est situé dans le nord-est du comté, à environ 8 km au sud-est de la ville de Royston. Administrativement, il relève du district de North Hertfordshire.

## Toponymie
Barkway est un toponyme d'origine vieil-anglaise. Il désigne une chemin (weg) entouré de bouleaux (beorc). Dans le Domesday Book, compilé en 1086, ce nom a pour forme Bercheuuei.

## Géographie
Barkway est un village du Hertfordshire, un village de l'Est de l'Angleterre. Il est situé dans le nord-est de ce comté, à 7 km au sud-est de la ville de Royston et à environ 25 km au sud du centre de Cambridge. La Quin (en), un affluent de la Rib (en) et sous-affluent de la Lea, prend sa source près du village.
Au Moyen Âge, Barkway appartient au hundred d'Edwintree. Après l'abandon du système des hundreds, le village est rattaché au district rural d'Ashwell (en) de 1894 à 1935, puis au district rural de Hitchin (en) de 1935 à 1974 et enfin au district non métropolitain du North Hertfordshire depuis 1974.

## Démographie
Au recensement de 2011, la paroisse civile de Barkway comptait 775 habitants.
| Année | Population |
| ----- | ---------- |
| 1801  | 851        |
| 1811  | 858        |
| 1821  | 993        |
| 1831  | 1 108      |
| 1841  | 1 291      |
| 1851  | 1 288      |
| 1881  | 782        |
| 1891  | 761        |
| 1901  | 661        |
| 1911  | 671        |
| 1921  | 568        |
| 1931  | 608        |
| 1951  | 623        |
| 1961  | 554        |
| 2011  | 775        |

## Culture locale et patrimoine

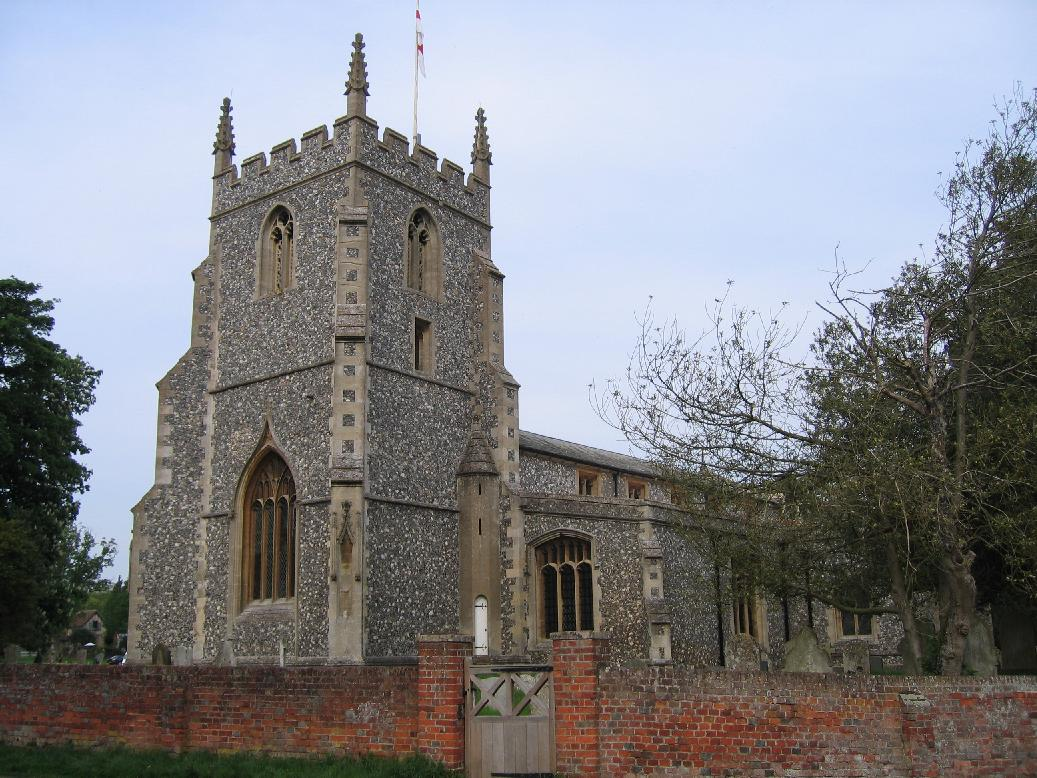
L'église Sainte-Marie-Madeleine de Barkway.

L'église paroissiale de Barkway est dédiée à Marie Madeleine. Le bâtiment remonte au XIIIe siècle, mais la nef a été reconstruite au XVe siècle. Elle a été restaurée en 1861 par l'architecte Benjamin Ferrey, qui reconstruit la tour et ajoute un porche et une sacristie à l'édifice. L'église constitue un monument classé de grade I depuis 1954.